# Kłębowo (gmina)
Kłębowo – dawna gmina wiejska istniejąca w latach 1946–1954 w woj. olsztyńskim (dzisiejsze woj. warmińsko-mazurskie). Siedzibą władz gminy było Kłębowo.
Gmina Kłębowo powstała po II wojnie światowej na terenie tzw. Ziem Odzyskanych. 28 czerwca 1946 roku jako jednostka administracyjna powiatu lidzbarskiego gmina weszła w skład nowo utworzonego woj. olsztyńskiego. Według stanu z 1 lipca 1952 roku gmina była podzielona na 13 gromad: Blanki, Czarny Kierz, Jarandowo, Kierz, Klutajny, Kłębowo, Kochanówka, Kraszewo, Miłogórze, Stryjkowo, Suryty, Tolniki Wielkie i Żegoty.
Gmina została zniesiona 29 września 1954 roku wraz z reformą wprowadzającą gromady w miejsce gmin. Jednostki nie przywrócono 1 stycznia 1973 roku po reaktywowaniu gmin.